# Hubacivka, Bar
Hubacivka (în ucraineană Губачівка) este un sat în comuna Supivka din raionul Bar, regiunea Vinnița, Ucraina.

## Demografie
Componența lingvistică a localității Hubacivka
     Ucraineană (100%)
Conform recensământului din 2001, toată populația localității Hubacivka era vorbitoare de ucraineană (100%).